# 内守谷村
内守谷村（うちもりやむら）は、郡区町村編制法以前より1956年（昭和31年）4月1日まで存在した茨城県北相馬郡の村。現在の茨城県常総市南西部。

## 地理
茨城県北相馬郡西部にあった村。旧北相馬郡のうち鬼怒川西岸に存在した3村（1889年以前は4村）のうちの1つで、旧村域の東端には鬼怒川が流れる。
現在の地名では内守谷町、内守谷町きぬの里に相当する。

### 地域
- 大字なし
  - （字）鹿小路、長ノ入、向地ほか

## 歴史
942年（天慶5年）に開創され、古くは守谷郷と称した（景行天皇の時代（71年 - 130年）より、現在の守谷市中心部を守谷郷と称したが、それとは別である）。しばらくは内本郷と新郷とに分かれていたが、1185年（文治元年）に合併し、それ以降内守谷となっている。
1954年（昭和29年）3月時点では、北相馬郡の鬼怒川西岸3村（坂手村、菅生村、内守谷村）での合併案が出されていたが、同年6月17日には菅生村、小絹村との合併案に変更された（坂手村は同年7月に水海道市に編入）。その後、菅生村と共に水海道市に編入される案が示され、1956年（昭和31年）4月1日に旧結城郡を中心に構成されていた水海道市（常総市）に編入された。なお、現在では旧北相馬郡のうち、鬼怒川西岸3村にあたる地域は県西地域、東岸は県南地域に属する。

### 沿革・年表
- 942年（天慶5年） - 開創され、守谷郷と称する。
- 1185年（文治元年） - 内本郷と新郷に分かれていたが、合併し、内守谷となる。
- 1873年（明治6年）6月15日 - 廃藩置県により、相馬郡が千葉県所属となる。
- 1875年（明治8年）5月7日 - 相馬郡のうち、利根川以北が茨城県に移管。
- 1878年（明治11年）7月22日 - 郡区町村編制法が施行され、相馬郡が2つに分割され、北相馬郡が成立する。
- 1889年（明治22年）4月1日 - 町村制施行に伴い、北相馬郡内守谷村が発足。
- 1956年（昭和31年）4月1日 - 内守谷村と菅生村が水海道市に編入され、内守谷村は消滅。

## 地域の変遷

### 市町村域
| 1878年7月21日以前 | 1878年7月22日 - 1956年3月31日 | 1956年4月1日 - 2006年1月1日 | 現在   |
| ----------------- | ----------------------------- | --------------------------- | ------ |
| 相馬郡内守谷村    | 北相馬郡内守谷村              | 水海道市                    | 常総市 |

## 施設
- 内守谷村立内守谷小学校
- 玉台橋